# Coronilla scorpioides
Coronilla scorpioides,  comummente conhecida como sene-escorpião, é uma espécie de planta com flor, pertencente à família das fabáceas e ao tipo fisionómico dos terófitos.
A autoridade científica da espécie é (L.) W.D.J.Koch, tendo sido publicada em J.C. Röhlings Deutschlands Flora 5: 201. 1839.

## Nomes comuns
Além de «sene-escorpião», esta espécie dá ainda pelos seguintes nomes comuns: pascoinhas (nome que partilha com a espécie coronilla glauca e a subespécie Coronilla repanda subsp. dura)e pascoinhas-escorpião.

### Etimologia
Quanto ao nome científico desta espécie:
- O nome genérico, Coronilla, provém do latim, tratando-se do diminutivo do étimo cŏrōna[6] (coroa; grinalda), significando, por isso, «coroazinha; grinaldazinha».[7]
- O epíteto específico, scorpioides, deriva do étimo latino scorpĭo[8] («escorpião»), por alusão à leguminosa desta planta, cuja curvatura lembra a cauda de um escorpião.

O nome comum, «pascoinhas», é alusivo à Páscoa, festividade que coincide, grosso modo, com a  altura do ano em que esta espécie floresce.

## Distribuição
Marca presença na orla mediterrânea, em partes da Macaronésia e do Cáucaso. Encontra-se em grande parte da Península Ibérica e nas ilhas Baleares.

### Portugal
Trata-se de uma espécie presente no território português, nomeadamente em Portugal Continental. Mais concretamente, encontra-se nas zonas da Terra Quente Transmontana, do Centro-oeste calcário, do Centro-oeste-olissiponense, do Sudoeste-setentrional, em todas as zonas do Sudeste e nas do Barrocal e Barlavento algarvios.
Em termos de naturalidade é nativa de Portugal Continental.

### Ecologia
Trata-se de uma espécie ruderal, que marca presença em courelas agricultas, bouças e charnecas sáfaras, veigas, clareiras de bosques, orlas de caminhos, privilegiando solos de substrato calcário.

## Protecção
Não se encontra protegida por legislação portuguesa ou da Comunidade Europeia.